# 게이초
게이초(慶長, けいちょう)는 일본의 연호(元号) 중 하나이다.
- 전후 : 분로쿠(文禄) 이후 - 겐나(元和) 이전.
- 시기 : 1596년 ~ 1615년
- 천황 : 고요제이 천황, 고미즈노오 천황
- 태합, 무가동량: 도요토미 정권의 도요토미 히데요시, 히데요리
- 쇼군 : 에도 막부의 도쿠가와 이에야스, 히데타다

## 개원(改元)
- 분로쿠 5년 10월 27일(그레고리력 1596년 12월 16일), 천재지변 등 재난을 이유로 개원.
- 게이초 20년 7월 13일(그레고리력 1615년 9월 5일), 겐나로 개원된다.

## 출전
『모시주소(毛詩注疏)』의 「文王功徳深厚、故福慶延長也」.

## 게이초 시기에 일어난 일
- 원년
  - 12월 17일 : 도요토미 히데요시의 아들 스테가 겐푸쿠(元服, 성년식)을 치러 도요토미 히데요리가 되다.
  - 12월 19일 : 26명 성인의 순교 사건.
- 2년
  - 1월 14일 : 게이초 전쟁(정유재란)이 시작되다.
  - 3월 1일 : 아사마산이 분화하다.
- 3년
  - 4월 8일 : 아사마산이 분화하다.
  - 8월 18일 : 도요토미 히데요시 사망.
- 4년
  - 윤3월 3일 : 천황의 명령으로 『니혼쇼키・가미요노마키(神代巻)』를 간행하다.
  - 9월 28일 : 도쿠가와 이에야스, 오사카성 니시노마루에 들다.
- 5년
  - 3월 16일 : 네덜란드의 배 리프데호가 분고에 표착하다.
  - 8월 1일 : 서군이 후시미성을 함락하고 도리이 모토타다는 전사하다.
  - 9월 15일 : 세키가하라 전투.
- 6년
  - 1월 : 도쿠가와 이에야스, 도카이도에 덴마세이(伝馬制, 역참)를 정하다.
  - 8월 16일 : 도쿠가와 이에야스, 우에스기 가게카쓰의 영지를 요네자와로 옮기다.
- 7년
  - 12월 4일 : 재건중이었던 호코지(方広寺)의 대불전이 소실되다.
- 8년
  - 2월 12일 : 도쿠가와 이에야스, 세이이타이쇼군에 취임해 에도 막부를 역다.
  - 4월 22일 : 도요토미 히데요리, 나이다이진(内大臣)에 취임하다.
  - 니혼바시가 생기다.
- 9년
  - 12월 16일 : 게이초 대지진이 발생하다. (도카이・난카이・도난카이 연동형 지진
  - 겨울 : 기나이에서 포창・마진)이 크게 유행하다.
- 10년
  - 4월 16일 : 도쿠가와 히데타다, 에도 막부 2대 쇼군에 취임하다.
  - 9월 15일 : 하치조섬이 분화하다.
  - 11월 : 아사마산이 분화하다.
- 11년
  - 9월 23일 : 에도성 혼마루가 완성되다.
- 12년
  - 윤4월 26일 : 도쿠가와 요시나오, 기요스성주가 되다.
  - 12월 22일 : 슨푸성이 전소되다.
- 14년
  - 4월 5일 : 류큐의 쇼네이왕이 슈리성을 열고 사쓰마번에 항복하였다.
  - 5월 : 기유약조 조인.
  - 8월 22일 : 히라도섬에 네덜란드 상관이 설치되다.
- 16년
  - 3월 27일 : 고요제이 천황이 고토히토 친왕(고미즈노오 천황)에게 양위하다.
  - 8월 21일 : 아이즈 지진이 발생하여, 와카마쓰성이 반파되다.
  - 10월 28일 : 산리쿠 지방에서 대지진・대쓰나미가 발생하여, 사망자가 속출하다.
- 18년
  - 9월 15일 : 유럽 파견 사절단인 하세쿠라 쓰네나가 일행이 출항하다.
- 19년
  - 1월 19일 : 오쿠보 다다치카가 가이에키(改易, 영지 몰수)를 당하다.
  - 7월 26일 : 호코지(方広寺) 범종 글귀 사건.
  - 11월 15일 : 오사카 겨울의 진이 시작되다.
- 20년
  - 4월 26일 : 오사카 여름의 진이 시작되다.
  - 5월 8일 : 오사카성이 함락되고, 도요토미씨가 멸망하다. (겐나엔부)
  - 윤6월 13일 : 잇코쿠이치조레이(一国一城令, 한 구니(国)에 한 성만 남겨놓고 나머지는 전부 폐성하는 명령)이 발포되다.
  - 7월 7일 : 부케쇼핫토(武家諸法度)가 제정되다.

## 서력과의 대조표
| 게이초 | 원년   | 2년    | 3년    | 4년    | 5년    | 6년    | 7년    | 8년    | 9년    | 10년   | 11년   | 12년   | 13년   | 14년   | 15년   | 16년   | 17년   | 18년   | 19년   | 20년   |
| ------ | ------ | ------ | ------ | ------ | ------ | ------ | ------ | ------ | ------ | ------ | ------ | ------ | ------ | ------ | ------ | ------ | ------ | ------ | ------ | ------ |
| 서력   | 1596년 | 1597년 | 1598년 | 1599년 | 1600년 | 1601년 | 1602년 | 1603년 | 1604년 | 1605년 | 1606년 | 1607년 | 1608년 | 1609년 | 1610년 | 1611년 | 1612년 | 1613년 | 1614년 | 1615년 |
| 간지   | 병신   | 정유   | 무술   | 기해   | 경자   | 신축   | 임인   | 계묘   | 갑진   | 을사   | 병오   | 정미   | 무신   | 기유   | 경술   | 신해   | 임자   | 계축   | 갑인   | 을묘   |

## 같이 보기
- 일본의 연호 일람
- 게이초쓰호
- 게이초 고반・게이초 오오반
- 게이초 고소데
- 게이초 겐치

| 이전 분로쿠 | 일본의 연호 1596년~1615년 | 다음 겐나 |